# Patrick Snijers
Patrick Snijers (ur. 29 października 1958 w Alken) – belgijski kierowca rajdowy. W swojej karierze zaliczył osiem występów w Rajdowych Mistrzostwach Świata, raz stał na podium. Był mistrzem Europy w 1994 roku, siedmiokrotnym mistrzem swojego kraju i raz mistrzem Holandii.
W 1979 roku Snijers zadebiutował w Rajdowych Mistrzostwach Świata. Pilotowany przez Erika Symensa i jadący Fordem Escortem RS2000 zajął wówczas 36. miejsce w Rajdzie Wielkiej Brytanii. W 1993 roku po raz pierwszy i jedyny w karierze stanął na podium w rajdzie mistrzostw świata – w Rajdzie San Remo. Zajął wówczas drugie miejsce za Franco Cunico. Łącznie wystartował w 8 rajdach mistrzostw świata, w większości z pilotem Dany'm Colebundersem. Zdobył łącznie 27 punktów w mistrzostwach świata.
W 1994 roku Snijers wywalczył wraz z pilotem Dany'm Colebundersem tytuł mistrza Europy w rajdach za kierownicą Forda Escorta RS Cosworth. W tamtej edycji zwyciężył w 3 rajdach: Rajdzie Zlatni, Rajdzie Polski, Rajdzie Ypres. W latach 1986–1988 i 1993 zostawał rajdowym wicemistrzem Europy. Łącznie w mistrzostwach Europy wygrał 18 rajdów, trzykrotnie Rajd Ypres i dwukrotnie Rajd Polski oraz Rajd Madery.
Swoje sukcesy Snijers osiągał także w mistrzostwach Belgii. Siedmiokrotnie sięgał po tytuł tego kraju. W latach 1983 i 1984 wygrał go kierując Porsche 911 SC, w 1985 roku – Lancii Rally 037, w 1988 roku – BMW M3, w 1991 roku – Forda Sierry RS Cosworth, a w latach 1993 i 1994 – Forda Escorta RS Cosworth. W 1992 roku został mistrzem Holandii startując Fordem Sierrą RS Cosworth.

## Występy w mistrzostwach świata
| Rok  | Rajd                                | Pilot            | Samochód                | Pozycja      |
| ---- | ----------------------------------- | ---------------- | ----------------------- | ------------ |
| 1979 | Rajd Wielkiej Brytanii              | Eric Simens      | Ford Escort RS2000      | 36. miejsce  |
| 1989 | Rajd Monte Carlo                    | Dany Colebunders | Toyota Celica GT-Four   | 6. miejsce   |
| 1989 | Rajd Korsyki                        | Dany Colebunders | Toyota Celica GT-Four   | nie ukończył |
| 1989 | Rajd Grecji                         | Dany Colebunders | Toyota Celica GT-Four   | nie ukończył |
| 1989 | Rajd San Remo                       | Dany Colebunders | Toyota Celica GT-Four   | 6. miejsce   |
| 1993 | Rajd San Remo                       | Dany Colebunders | Ford Escort RS Cosworth | 2. miejsce   |
| 1995 | Rajd Grecji (samochody 2-litrowe)   | Dany Colebunders | Ford Escort RS Cosworth | nie ukończył |
| 1995 | Rajd San Remo (samochody 2-litrowe) | Dany Colebunders | Ford Escort RS Cosworth | nie ukończył |
| 1998 | Rajd Katalonii                      | Daniel De Canck  | Ford Escort WRC         | nie ukończył |
| 1998 | Rajd San Remo                       | Dany Colebunders | Ford Escort WRC         | nie ukończył |